# Charles Lannie
Charles Lannie est un gymnaste belge né le 21 août 1881 à Boom (Anvers) et mort le 3 juin 1958 à Berchem (Anvers).

## Carrière
Il fait partie de l'équipe de Belgique qui remporte la médaille d'argent au concours général par équipes aux Jeux olympiques d'été de 1920 se tenant à Anvers.